# Inga yasuniana
Inga yasuniana là một loài rau đậu thuộc họ Fabaceae. Loài này chỉ có ở Ecuador. Môi trường sống tự nhiên của chúng là rừngs ẩm vùng đất thấp nhiệt đới hoặc cận nhiệt đới.